# Microregiunea Celldömölk
Microregiunea Celldömölk (în maghiară Celldömölki kistérség) a fost o microregiune statistică (kistérség) din județul Vas, Ungaria.
Cu o populație de 24.071 locuitori și o suprafață de 474,13 km2, aceasta a existat până în 2014, când în Ungaria, microregiunile ”kistérségek” au fost înlocuite de districte (járások).